# 森雅之 (俳優)
森 雅之（もり まさゆき、1911年1月13日 - 1973年10月7日）は、日本の俳優。北海道札幌郡上白石村（現在の札幌市白石区）生まれ、東京都出身。身長165cm。父は小説家の有島武郎。本名︰有島 行光（ありしま ゆきみつ）。

## 略歴

### 生い立ち
1911年、当時札幌で教員を務めていた有島武郎と、陸軍大将・男爵神尾光臣の娘でもある母安子のもとに、長男として生まれる。他に弟が2人いた。
3歳まで札幌で過ごしたが、1914年に母が結核を発病し名医の治療を受けるため、旧旗本屋敷だった東京麹町の有島邸に家族揃って転居。しかし1916年には母を病気で亡くし、1923年には父・有島を心中で失い、弟2人と共に叔父の有島生馬らの下で育てられる。
1922年に番町小学校から成城小学校に転校し、1931年に旧制成城高等学校を卒業、1931年に京都帝国大学文学部哲学科美学美術史専攻に入学するが中退。中退については、「翌年胸部のカリエスに罹ったことでその後4年間の闘病生活を送ることが理由」とするもの、または「役者になりたいという気持ちが強くなり学業より芝居を選んだため」とするものがある。

### 演劇の道へ
1925年に築地小劇場を見学して感銘を受けたことで成城高等学校時代から舞台俳優を志す。1930年に同劇団の『勇敢なる兵卒シュベイクの冒険』にエキストラ出演する。
1931年、慶応仏文の金杉惇郎、フランス帰りの長岡輝子を中心に都会派のモダンな学生劇団「テアトル・コメディ」が結成され、参加。第1回公演から芸名の'森 雅之を名乗り始め、『芝居は誂向き』などの演技で将来を嘱望されるが、この頃胸部のカリエスに罹り4年間ほど闘病生活を送った。
病気治癒後の1937年、岸田国士、岩田豊雄らの文学座の結成に加わり、本格的に役者で身を立てる決心をする。コメディや恋愛劇の洗練された演技で注目を浴び、1940年に杉村春子、三津田健と文学座の常任委員に就く。1943年には杉村と夫婦役を演じた『田園』がロングランとなり、翌1944年には北里柴三郎を演じた『怒濤』の老け役で絶賛された。戦前の舞台演劇の世界で確固とした地位を築いたが、同年に文学座を退座。

### 戦後

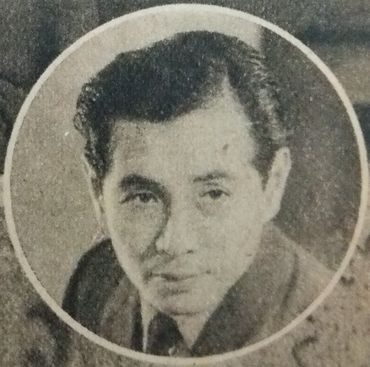
1948年頃

戦後は1945年に戦後初の新劇『桜の園』に出演した後、東京芸術劇場（東芸）の結成参加を経て、1947年に劇団民藝の前身の「民衆芸術劇場」（第一次民藝）の結成に加わる。滝沢修、宇野重吉らと戦後の新劇界を牽引するが、1949年、思想的な内紛に嫌気がさして「民衆芸術劇場」を退団。民芸退団後は新派に約10年所属。また、その後の劇団民藝（第二次民藝）にはフリーとして公演に参加。1950年代以降はフリーの立場で文学座などの新劇の舞台に立ち、また、新劇の枠をこえて劇団新派や東宝現代劇などの芝居にも積極的に出演した。

### 映画出演での黄金期
当初、映画出演に消極的だったが、1942年、31歳のとき、文学座が提携出演した東宝作品『母の地図』で映画デビューを果たす。1947年、松竹映画『安城家の舞踏会』の没落華族の長男役で注目される。これがきっかけとなって本格的に映画界に進出し、この頃から森にとっての映画黄金期に突入する。1950年代を中心に溝口健二監督作『雨月物語』や黒澤明監督作『羅生門』、成瀬巳喜男監督作『浮雲』などの作品で知的でニヒルな二枚目を演じ、演技派のトップスターとして活躍した。また、出演映画が米国アカデミー賞と世界3大映画祭（カンヌ・ヴェネツィア・ベルリン）のすべてで受賞しており、4冠を達成している（下記参照）。
1956年、芸術祭奨励賞受賞作『勝利者』でテレビに初出演し、以降はテレビドラマにも活躍の場を広げた。

### 死去
1973年10月7日、慈恵医大付属病院で直腸癌のため死去、62歳。墓所は多磨霊園。1972年の映画『剣と花』が遺作映画に、1973年の東宝現代劇の新春特別公演『女橋』の父親役が最後の舞台出演、同年9月8日放送のNHKドラマ『コチャバンバ行き』がテレビでの遺作となった。両作出演時には、既に病魔に冒されており、病身を押しての仕事であった。

### 受賞など
舞台出身の名優として、黒澤明監督と溝口健二監督の国際映画祭受賞作品（『羅生門』、『雨月物語』）で主役を務め、また、成瀬巳喜男監督の『浮雲』での演技によって第1回のキネマ旬報主演男優賞を受賞した。
1995年、キネマ旬報が行なった「日本映画オールタイム・ベストテン」の「男優部門」で第1位に選出されている。2000年に発表された「20世紀の映画スター・男優編」で日本男優の3位、同号の「読者が選んだ20世紀の映画スター男優」では第5位。2014年発表の『オールタイム・ベスト 日本映画男優・女優』では日本男優2位となっている。

## 人物

### 俳優として
知的で彫りの深い端整な顔立ちと憂いを含み翳りのある風貌の独特の存在感で人気を博し、日本映画黄金期を代表する名優の一人に数えられている。映画では、準主演として主演俳優・女優の引き立て役にまわることもあったが、彼の存在がその映画作品の評価をあげることとなった。映画、舞台などで共演した人気女優は数知れず、多くの作品でヒロインの相手役などを演じたことから、「女優を最も輝かせる男優」とも称されている。
作家を父に持ったためなのか、硬派な文学作品の主役級の役がまわってくることが多く、1954年には父の同名小説を映画化した『或る女』でも主役級の役を演じている。ちなみに、幸田文の同名の自伝小説を映画化した『おとうと』では、文の父で作家の幸田露伴を演じている。
一部の業界人からは、「家柄の良さがにじみ出る森の演技は、まるでフランス人俳優のようだ」とも称された。また、家柄の良さとインテリジェンスから、上品かつ迫力ある役作りのできる俳優だった。特に20代から老け役を得意とし、舞台『怒濤』や映画『悪い奴ほどよく眠る』等で高い評価を得ている。
『虎の尾を踏む男達』、『續姿三四郎』、『羅生門』、『白痴』、『悪い奴ほどよく眠る』など、黒澤明の映画作品に欠かせない演技派二枚目俳優でもあった。三船敏郎と共演する場合は対照的な役柄を演じることが多く、また、野性味豊かな演技の「動の三船敏郎」に対し、堅実で理知的な演技の「静の森雅之」と呼ばれることもあった。
『羅生門』では、身なりは高貴だが複雑なエゴを内に秘めた武士・金沢武弘を見事に演じ、「従来の質実剛健なサムライのイメージを塗り替えた」と世界で絶賛された。『浮雲』では女性をたぶらかす不実な男という悪役を演じ、一部では知性と官能を内包した独特のダンディズムを感じさせ、「森の真骨頂」とも評された。

### 考え方など
森は、「間を大事にする演技」を第一に自分に課していたという。生涯、役者としての芸を、ジャンルを問わず貪欲に追い求めた。
次男によると「父は、どこかに所属するのが嫌いな質でいつもフリーな立場でいました。戦後の一時期、新劇界に左翼的な運動が吹き荒れた時も父は『芝居と政治は無関係』と言って映画界に移った」とのこと。また、「若手の役者たちには、『芝居という虚構の世界で、観る人にそれを感じさせずにリアルなものと思わせることが役者冥利なんだ』と説いていた」という。

### 私生活

#### 両親と養父
5歳の頃に、27歳だった母を結核で亡くした森は、幼かったこともありその後周りには「母の記憶はほとんどない」と語っていた。森が成城中学校に進学した2ヶ月後、父である有島が人妻との不倫の末心中を遂げた(心中について詳しくは有島武郎を参照)。その後1948年に受けた（雑誌「美貌」）のインタビューで、「大活字でデカデカ扱われた父の新聞記事を見つけてまるで電流にふれたようにハッとしました。その時の胸の衝動は一生、かき消すことは出来ないでしょう」と語っている。
芸名を“森雅之”としたのは親の七光りと言われるのを嫌った為だが、デビューからそれほど経っていない頃に意図せずマスコミによって「有島武郎の息子」であることが報じられてしまった。太宰治が情死した時、ジャーナリズムは有島武郎の死との類似について森に意見を求めたため、森は非常に不快な思いをしたといい、「僕には関係ない。父の小説をあまり読んでいないのも、その背後にあるものが肉親として苦しく感じ取られるからなんだ」という言葉を残している。一方で、「有島武郎を父に持ったことを誇りに思う」としつつ、幼い頃にしばしば能楽鑑賞に連れていかれたことに触れ、「父が私に残したものと言えば（…）私が知らぬ間に演劇の仕事をするようになった動機位なものであろう」とも語っている。
有島記念館の主任学芸員（2021年10月現在）は、「森さんは自殺した父親に対して愛憎相半ばする気持ちを抱いていたと思います。しかし、戦後、森さんがスターになった時の演技からは、海外経験豊富なインテリの有島一族の血脈と、出生地の北海道の大陸的雰囲気を感じます」と評している。
有島の死後、森を含めた3兄弟は叔父である有島生馬に引き取られたことから、森は生涯、生馬を敬愛した。芸能界入りした後も、森は毎年の正月の挨拶を欠かさず、生馬のもとを訪れては有島の思い出話などに花を咲かせたという。　

#### 最初の結婚と不倫
1938年3月に文学座第一回試演『みごとな女』で、主演女優・堀越節子の求婚者を演じたことで交際を始める。翌1939年に堀越と結婚し男児を儲けたが、1944年の秋頃から文学座の女優・梅香ふみ子と不倫関係となる。
その結果1945年に森と梅香の間に後に女優となる中島葵が生まれたが、すでに二人の関係が終わっていたこともあり認知をせず、そのまま梅香との関係を断ち別れた。その後、葵が16歳になった時に面会し認知をしたが、その条件は親子としての一切の交際を拒絶するという厳しいもので、二度と会うことは無かった。葵は、父である森に対する追慕や父の思いを文章に残している。

#### 2度目の結婚生活
1946年6月に森は、帝劇の舞台『真夏の夜の夢』で共演した日劇ダンシングチームのダンサーの吉田順江(としえ)と不倫関係となった。同年末、すでに破綻していた堀越との結婚生活を精算して離婚し、その直後に順江と再婚し、2年後順江との間に森にとって次男となる男児を儲けた。しかしこの結婚生活でも森は相変わらず頻繁に浮気を繰り返し、浮気が発覚するたびに名優の森は迫真の演技で妻に全力で謝罪し許しを乞うのが常であった。
このように森はプレイボーイであったが、家庭に居るときは常に妻子思いの心優しい良き夫として振る舞っており、そんな森を心から愛していた順江は夫が浮気をしても最終的に許しており、二人は生涯添い遂げた。後年、森の次男は「父の女性関係は華やかでしたが、不思議と家庭が崩壊することはなかった。これは、父を俳優として尊敬していた母が包容力を持って接していたことが大きかったのだと思います」と述懐している。ちなみに次男によると「父はいつもジャズのメロディを口笛で吹きながら帰宅していたので、玄関ドアを開けるまでもなく父の帰宅がすぐにわかった」とのこと。

## エピソード
1973年6月のある日、20代だった森の次男は、その日初めて父にドラマ撮影があるNHKのスタジオまで車で送るよう言われた。到着後、次男はドラマの撮影現場でがんの痛みに耐えて本番をこなす父の姿を目撃したが、その翌日森は直腸癌により緊急入院した。後年、当時について次男は「父は自分の仕事への姿勢を息子の私に見せておきたかったのだと思います」と回想している。
青春ドラマの名脇役で知られる森川正太は、著書『売れない役者 あなたの知らない芸能界サバイバル』の中で、駆け出しの若手の頃の話を回想している。そこには「あるドラマの撮影中、スタジオの前で何時間も待たされた僕はイライラが募り、『俺を何時間待たせるんだ！！』と周りに当たりちらしていたところ、同じように出番を待っていた年配の役者に『役者は待つのも仕事の内だから』とやさしく諭されたことがある」と記している。続けて「スタジオ入りすると、普段は現場に顔を出さないようなテレビ局の重役や監督、現場の撮影スタッフから、その年配の役者が最上級の扱いを受けている様子を不思議に思った。帰宅後、母親に事の顛末を話してキャストの名前が記載されたシナリオを見せたところ、年配の役者が森雅之であることを知った母親は、不世出の名優の前でさらした息子の悪態に絶句してしまった」という。

### その他
番町小学校4年生の頃に野球チームに入り、早稲田大学グラウンドで行われた少年野球大会に出場しセカンドを守った。
中学時代は硬式テニス部に入部し、その後主将となって東京都中学リーグ戦で優勝するなどテニスの腕はセミプロ級だった。
趣味は、テニス以外に釣りとカメラがあり、釣りは30代の時に一時体調を崩してしばらくの間療養生活を送ったことがきっかけで始めた。
酒好きで、家では主に晩酌にビールを飲んだ後、ブランデーを1杯程度飲んでいた。また、1948年に大田区久が原に自宅を新築し応接室にはバーを設置したが、同時期から森の仕事が多忙になったことから結局このバーで飲むことはほとんどなかったという。
無類の動物好きでその中でも特に猫を愛していた。
1955年に、森と同じ明治44年生まれである小説家の田村泰次郎や芸術家の岡本太郎らと「四四の会」を結成したとされる。
作曲家・指揮者の山本直純は親戚（伯母の孫）で、生前は互いの芸を高め合えるとして度々会食していた。

## 主な出演作品

### 映画

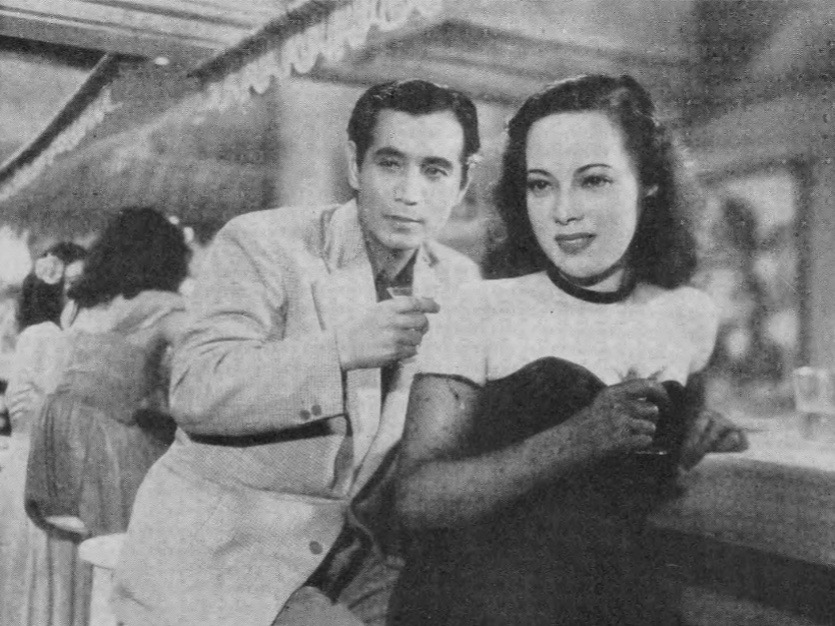
『わが生涯のかがやける日』（1948年）

『グッドバイ』（1949年）

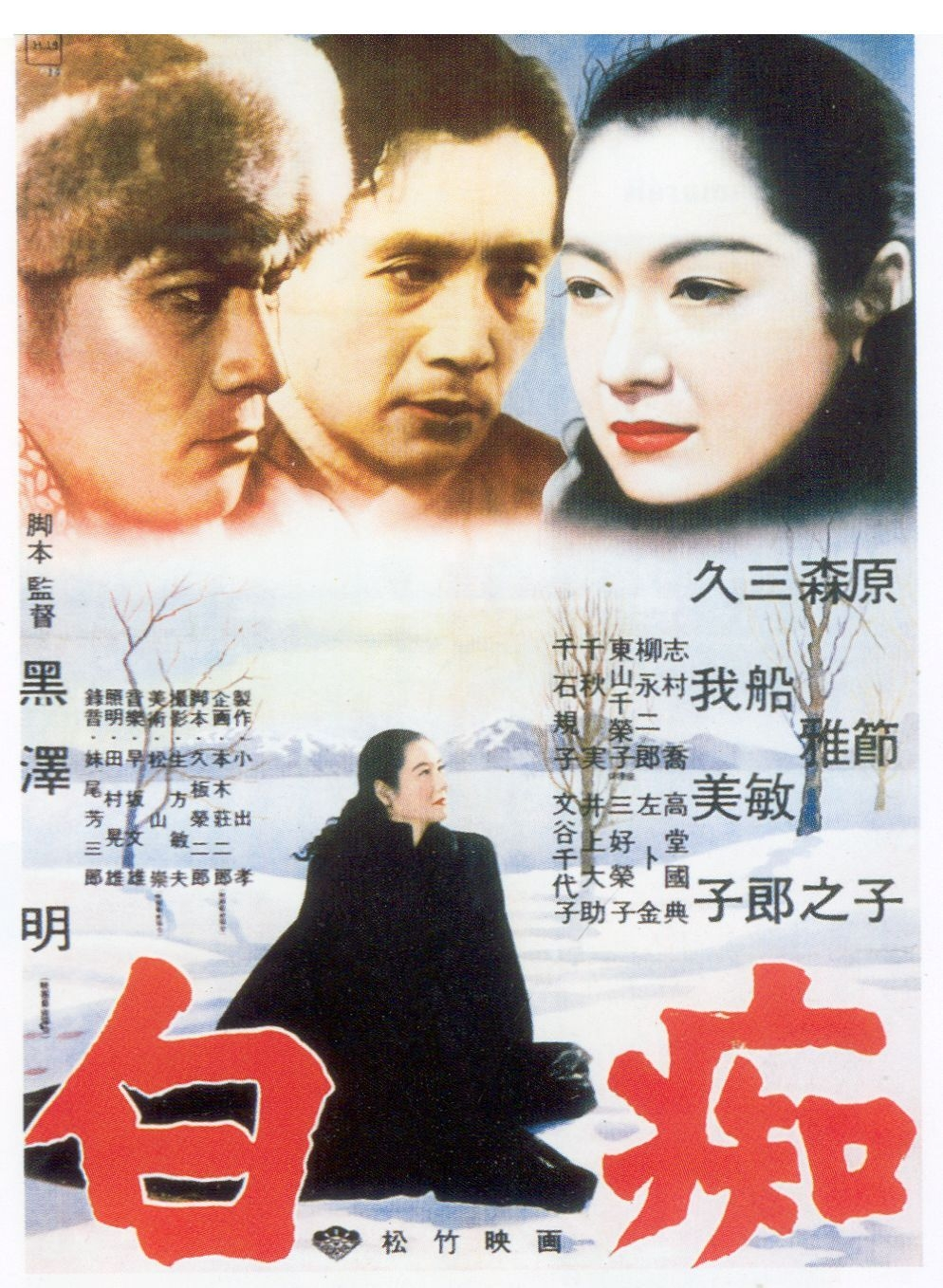
『白痴』（1951年）

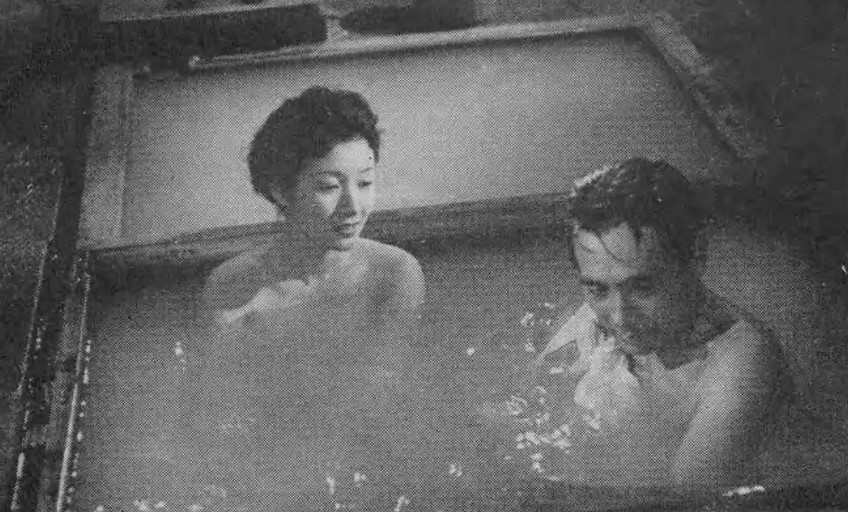
『浮雲』（1955年）

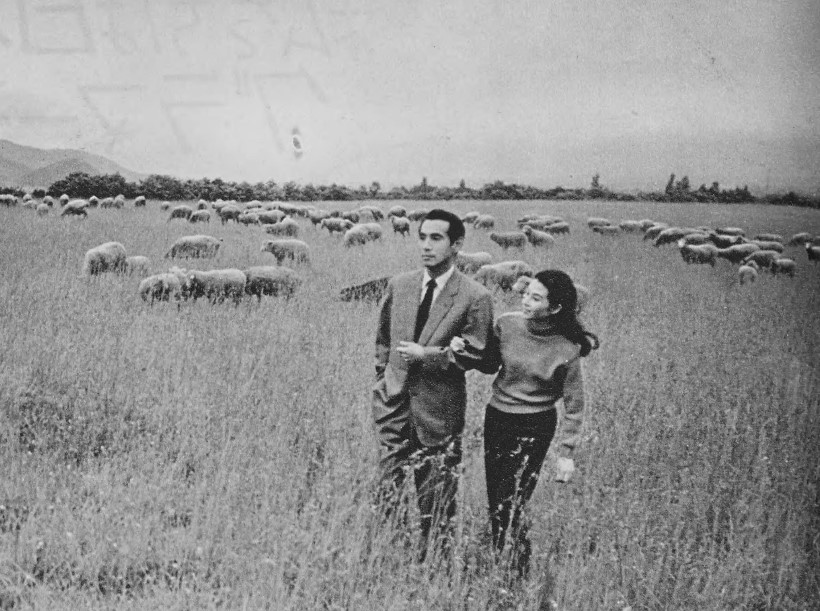
『挽歌』（1957年）

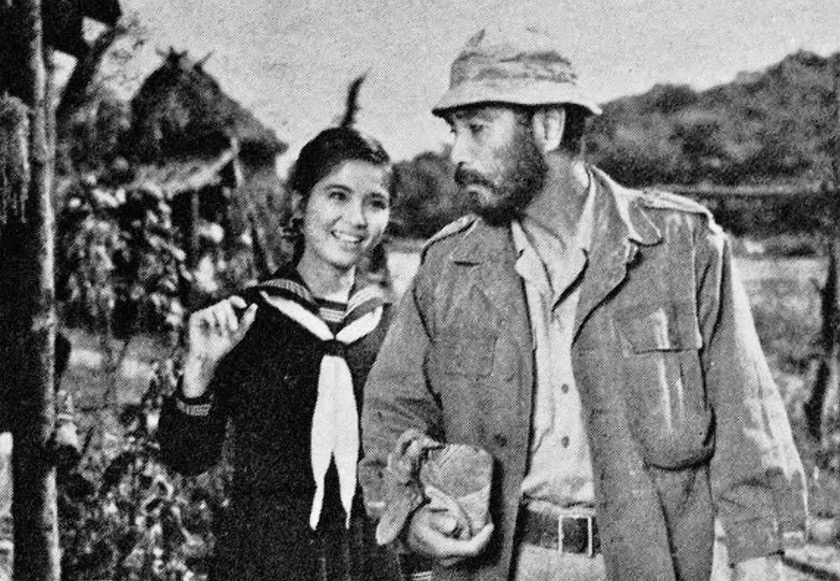
『コタンの口笛』（1959年）

#### 1940年代
- 母の地図（1942年、東宝＝文学座、監督:島津保次郎） - 桐江の恋人 北野二郎 役
- 進め独立旗 （1943年、東宝、監督:衣笠貞之助） - インドからの留学生 ラジ・キショール 役
- 雷撃隊出動（1944年、東宝、監督:山本嘉次郎） -参謀 川上少佐 役
- 續姿三四郎（1945年、東宝、監督:黒澤明） - 柔術四天王 壇義麿 役
- 虎の尾を踏む男達（1945年、東宝、監督:黒澤明） - 亀井 役
- 明日を創る人々（1946年、東宝＝東芸、監督:山本嘉次郎ほか） - 電車の運転士 堀誠三 役
- 安城家の舞踏会 （1947年、松竹、監督:吉村公三郎/※DVD発売） - 安城家の長男 安城正彦 役
第一次民藝（民衆芸術劇場）仲間との映画出演、第2回毎日映画コンクール男優最高演技賞を受賞
- 幸運の椅子 （1948年、東宝＝日映、監督:高木俊郎）
- われ泣きぬれて （1948年、松竹、監督:芦原正） - 石川啄木の親友 宮崎郁雨役
- 受胎（1948年、松竹、監督:渋谷実/※ビデオ化） - 不良学生 高木雄二 役 - 共演:田村秋子
映画世界社の優秀演技賞を受賞
- わが生涯のかがやける日 （1948年、松竹、監督:吉村公三郎） - 元青年将校のギャング 沼崎敬太 役
- 四人目の淑女 （1948年、松竹、監督:渋谷実/※ビデオ化） - 復員兵 吉田和夫 役
- 不良少女 （1949年、東横、監督:成瀬巳喜男） - 新興成金 榊原 役
- 今日われ恋愛す 第一部・愛欲編/第二部・争闘篇 （1949年、CAC＝民藝、監督:島耕二） - 雑誌「大都会」社長 野々宮正 役
- グッドバイ （1949年、新東宝、監督:島耕二） - 雑誌「オベリスク」編集長 田島周二 役 - 共演:高峰秀子
- 大都会の丑満時 （1949年、大映、監督:西村元男） - 国家警察特別捜査班主任 河田賢一 役 - 共演:小杉勇
- 痴人の愛 （1949年、大映、監督:木村恵吾） - 金持息子 熊谷政太郎 役 - 共演:京マチ子、宇野重吉
- 破れ太鼓 （1949年、松竹、監督:木下惠介） - 津田家の長男 太郎 役 - 共演:阪東妻三郎

#### 1950年代
- 魔の黄金 （1950年、大映、監督:谷口千吉） - 山師 岩木源次 役
- 火山脈 （1950年、大映、監督:安達伸生） - 細菌学者 野口英世 役
- 羅生門 （1950年、大映、監督:黒澤明） - 武士 金沢武弘 役
- 戦火の果て （1950年、近代映画協会＝大映、監督:吉村公三郎） - 雛倉 役
- 東京のヒロイン （1950年、新東宝、監督:島耕二） - 雑誌記者 館実 役
- 奥様に御用心 （1950年、田中プロ＝松竹、監督:中村登） - 画家 辰野龍介 役
- 宮城広場 （1951年、大映　監督:久松静児） - 元華族 木島文彦 役
- 善魔 （1951年、松竹、監督:木下惠介） - T新報社の社会部長 中沼茂生 役
- 白痴 （1951年、松竹、監督:黒澤明） - 亀田欽司 役
- 盗まれた恋 （1951年、新東宝、監督:市川崑） - 銀行の専務 阿久根隆 役
- 純白の夜 （1951年、松竹、監督:大庭秀雄） - 楠 役
- 武蔵野夫人 （1951年、東宝、監督:溝口健二） - フランス文学者 秋山忠雄 役
- 東京悲歌 （1951年、大映、監督:田中重雄） - 主人公の友人 田沼慎吾 役
- 毒蛇島綺談 女王蜂 （1952年、大映、監督:田中重雄） - 速水欣造 役
- 花荻先生と三太 （1952年、民藝＝大映、監督:鈴木英夫） - 神主 役
- 瀧の白糸 （1952年、大映、監督:野淵昶） - 村越欣弥 役
- 美女と盗賊 （1952年、大映、監督:木村恵吾） - 盗賊 黒木の太郎 役
- あの手この手 （1952年、大映、監督:市川崑） - H大の万年助教授 鳥羽さん 役
- 千羽鶴 （1953年、大映、監督:吉村公三郎） - 茶の師匠 三谷菊治 役
- 妖精は花の匂いがする （1953年、大映、監督:久松静児） - 私立女子大助教授 丹下規矩雄 役
- 雨月物語 （1953年、大映、監督 溝口健二） - 陶工 源十郎 役
- 再会 第一部・かりそめの逢瀬 / 第二部・相寄る魂 （1953年、大映、監督:木村恵吾） - 津村修 役
- あにいもうと （1953年、大映、監督:成瀬巳喜男） - 石工 伊之吉 役
- 蟹工船 （1953年、現代ぷろ、監督:山村聰） - 船医 谷口 役
- 浅草物語 （1953年、大映、監督:島耕二） - ブローカー 赤木 役
- 恋文 （1953年、新東宝、監督:田中絹代） - 復員兵 真弓礼吉 役
- 燃える上海 （1954年、現代ぷろ、監督:今泉善珠） - 上海の文化人 玉露樺 役
- 或る女 （1954年、大映、監督:豊田四郎） - 船の事務長 倉地三吉 役[注 4]
- 愛 （1954年、富士プロ、監督:若杉光夫） - 杉千之助 役
- 緑の仲間 （1954年、大映、監督:森一生） - 実業家 青戸杏太郎 役
- 悪の愉しさ （1954年、東映、監督:千葉泰樹） - ブローカー 脇坂昌雄 役
- 浮雲 （1955年、東宝、監督:成瀬巳喜男） - 富岡兼吾 役[注 5]
- 楊貴妃 （1955年、大映、監督:溝口健二） - 玄宗皇帝 役
- こころ （1955年、日活、監督:市川崑） - 先生 役
- 婦系図 湯島の白梅 （1955年、大映、監督:衣笠貞之助） - 恩師 酒井俊蔵 役
- 乳房よ永遠なれ （1955年、日活、監督:田中絹代） - 森卓 役
- 風船 （1956年、日活、監督:川島雄三） - 会社社長 村上春樹 役
- 色ざんげ （1956年、日活、監督:阿部豊） - 画家 湯浅譲二 役
- 愛は降る星のかなたに （1956年、日活、監督:斎藤武市） - 坂崎秀美 役
- 人間魚雷出撃す （1956年、日活、監督:古川卓巳） - 艦長 橋爪 役
- あらくれ （1957年、東宝、監督:成瀬巳喜男） - 旅館の若旦那 浜屋 役
- 今日のいのち （1957年、日活、監督:田坂具隆） - 政界の黒幕 花屋京四郎 役
- 挽歌 （1957年、松竹、監督:五所平之助） - 建築技師 桂木節雄 役
- 女であること （1958年、東京映画、監督:川島雄三） - 弁護士 佐山貞次 役
- 白い悪魔 （1958年、日活、監督:斎藤武市） - 洋装店主 牟田口克介 役
- 夜の鼓 （1958年、現代ぷろ、監督:今井正） - 鼓師 宮地源右衛門 役
- すずかけの散歩道 （1959年、東宝、監督:堀川弘通） - 編集長 野呂貞三 役
- 第三の死角 （1959年、日活、監督:蔵原惟繕） - 産業界の黒幕 青山礼之助 役
- 吹雪と共に消えゆきぬ （1959年、歌舞伎座映画、監督:木村恵吾） - クラブ経営者 森五郎 役
- 女ごころ （1959年、東宝、監督:丸山誠治） - 大学講師 小城朝吉 役
- ある落日 （1959年、松竹、監督:大庭秀雄） - 第一金属社長 小杉荒太 役
- コタンの口笛 （1959年、東宝、監督:成瀬巳喜男） - 畑中イヨン 役
- 貴族の階段 （1959年、大映、監督:吉村公三郎） - 貴族院議長 西の丸秀彦 役
- 夜霧の決闘 （1959年、宝塚映画、監督:井上梅次） - 麻薬密輸の首領 陳元昌 役

#### 1960年代 - 1970年代
- 女が階段を上る時 （1960年、東宝、監督:成瀬巳喜男） - 銀行の支店長 藤崎信彦 役
- 娘・妻・母 （1960年、東宝、監督:成瀬巳喜男） - 坂西家の長男 勇一郎 役
- がめつい奴 （1960年、東宝、監督:千葉泰樹） - ポンコツ屋 平熊吉 役
- 悪い奴ほどよく眠る （1960年、黒澤プロ＝東宝、監督:黒澤明） - 土地開発公団副総裁 岩淵 役
- おとうと （1960年、大映、監督:市川崑） - 父親 役[注 6]
- 女は夜化粧する （1961年、大映、監督:井上梅次） - 建設会社社長 橋田五郎 役
- 妻として女として （1961年、東宝、監督:成瀬巳喜男） - 建築科の大学講師 河野圭次郎 役
- 愛と炎と （1961年、東宝、監督:須川栄三） - 極東興産社長 沢田 役
- 女の勲章 （1961年、大映、監督:吉村公三郎） - フランス文学教授 白石 役
- 三味線とオートバイ （1961年、松竹、監督:篠田正浩） - 外科医 畔柳 役
- 女房学校 （1961年、大映、監督:井上梅次） - 金魚研究家 山村浩介 役
- 武士道残酷物語 （1963年、東映、監督:今井正） - 殿様 堀丹波守宗昌 役
- 太平洋ひとりぼっち （1963年、石原プロ＝日活、監督:市川崑） - 父親 役
- 光る海 （1963年、日活、監督:中平康） - 父親 矢崎庄二郎 役
- 男嫌い （1964年、東宝、監督:木下亮） - 紳士 井沢雅之 役
- 帰郷 （1964年、日活、監督:西河克己） - 日本人活動家 守屋恭吾 役
- 春らんまん （1968年、東宝、監督:千葉泰樹） - 山部 役
- カモとねぎ （1968年、宝塚映画、監督:谷口千吉） - 詐欺師 石黒信吉 役
- 連合艦隊司令長官 山本五十六 （1968年、東宝、監督:丸山誠治） - 近衛総理役[9]
- 狙撃 （1968年、東宝、監督:堀川弘通） - 殺し屋 片倉譲二 役
- 日も月も （1969年、松竹、監督:中村登） - 朝井家の家長 朝井 役
- あゝ海軍 （1969年、大映、監督:村山三男） - 江田島海軍兵学校校長 井口少将 役
- 座頭市あばれ火祭り （1970年、勝プロ＝大映、監督:三隅研次） - 闇公方 役
- 剣と花 （1972年、松竹、監督:舛田利雄） - 退役軍人 石津武一郎 役

### テレビドラマ
- 勝利者 （1956年、KRテレビ） - 音楽家志望だった銀行家 役
- 故郷の声 （1958年、NHK）
- 夫婦百景 （日本テレビ）
  - 三十二年目の復縁 （1958年）
  - おもかげ （1959年）
  - 従順になった夫 （1959年）
  - とりかえばや夫婦 （1959年）
  - のんき夫婦 （1960年）
- 氷柱〔つらら〕（1958年、日本テレビ）
- おかあさん『西銀座のママ』 （1958年、KRテレビ）
- 東芝日曜劇場（KRテレビ → TBS）
  - 置手紙（1958年、中部日本放送）
  - マンモスタワー （1958年） - 映画社の製作本部長 役
  - 幼い薔薇（1961年） - フランス帰りのバーテン 役
  - 隅田川 （1962年） - 浅草の呉服問屋主人 役
  - おもかげの女 （1962年） - 御家人森与平 役
  - 黄色い雨傘（1967年）
- 下町 （1959年、日本教育テレビ）
- 仮面 （1959年、フジテレビ）
- 青衣の人 （1959年、NET）
- 秋（1959年、日本テレビ）
- 恋愛作法（日本テレビ）
  - 舞台装置 （1959年）
  - 誘惑 （1959年）
- 青春レポート プレゼント （1959年、日本テレビ）
- 赤い雲 （1959年、日本テレビ）
- H・D あるホテル従業員 （1959年、NHK）
- 東京の幽霊 （1959年、日本テレビ）
- 鬼の泪 （1959年、日本テレビ）
- 現代幸福読本 愛情について （1959年、日本テレビ）
- 芥川龍之介シリーズ 第4回「秋」（1959年、日本テレビ）
- 執行猶予 （1959年、フジテレビ）
- 併殺〔ダブル・プレー〕 （1959年、日本教育テレビ）
- 執念 （1959年、日本テレビ）
- こぞ・ことし （1959年、日本教育テレビ）
- 恋人の魅力 （1960年、日本テレビ）
- 熱帯魚 （1960年、日本テレビ） - サラリーマン 役
- 兄いもうと（1960年、日本教育テレビ） - 伊之 役
- 黒い木の葉（1960年、フジテレビ）
- 冬の紳士 （1960年、日本教育テレビ）
- マラヤに死す （1960年、日本教育テレビ） - 海軍大佐 役
- 私の選んだ人 （1960年、日本テレビ） - 清宮婚約取材を任されたデスク 役
- 寂しい人 （1960年、日本テレビ） - 団地住まいの会社員 役
- 命みぢかし （1960年、日本教育テレビ）
- 脚光 （1960年、フジテレビ）
- 美しき日々 （1960年、日本テレビ） - 医師 役
- 廻れ人生 絆 （1960年、日本テレビ） - 明治初期の旅商人 役
- 赤い月 （1960年、フジテレビ）
- 雨のち雨 （1960年、NHK）
- 夫婦百景 家の皇后さま （1960年、日本テレビ） - 美術学校出の職人 役
- 菊花の契り （1960年、日本テレビ）
- 女の四季 女神 （1960年、NET）
- 父 （NHK、1960年） - 萩原朔太郎 役
- 間違いで始まった （1960年、日本テレビ） - 売れっ子デザイナー 役
- 多ぜいの妻 （1960年、日本教育テレビ） - 7人の妻を持つテレビ俳優 役
- 名勝負物語 黄金術の覇者 （1960年、日本テレビ）
- 傷痕 （1960年、日本教育テレビ） - 経理部次長 役
- 夫婦百景 磐石夫婦 （1961年、日本テレビ）
- ウエディング・マーチ （1961年、日本テレビ）
- 嘘 （1961年、日本テレビ） - 料理番の嘉平次 役
- 決定的瞬間 中年 （1961年、日本テレビ） - さえない舞台の裏方 役
- 妻こそわがすべて （1961年、日本テレビ） - 日本画家 役
- 黒い蝶 （1961年、日本教育テレビ） - ペテン師 役
- 決定的瞬間 罠 （1961年、日本テレビ） - 女に復讐する男 役
- 分散屋篤造 （1961年、NHK）
- 落城 （1961年、フジテレビ） - 首席家老 役
- 同級生交歓 （1961年、日本テレビ） - 財界人森川 役
- 女経 （1961年、フジテレビ） - ドンファンのような男 役
- 離婚学入門 （1961年、フジテレビ） - 製薬会社研究所長 役
- 盆の月 （1961年、日本教育テレビ） - 火消し組頭の息子友吉 役
- 或る晴れた日に （1961年、日本教育テレビ） - 売れない独身画家 役
- 朝子の子供たち （1961年、フジテレビ）
- 若い触媒 （1962年、日本テレビ）
- 冷えた茶 （1962年、TBS） - 大学教授 役
- 指紋を追う男 （1962年、NHK） - 指紋係主任柏木 役
- 人生の四季 木犀 （1962年、日本テレビ）
- 人生の四季 赤い雨傘 （1962年、日本教育テレビ）
- 旅路 （1962年、日本教育テレビ） - 養老院の老人 役
- 早春 （1962年、日本教育テレビ） - 音楽家 役
- 夜は海だ 私の愛した魔女 （1962年、日本テレビ） - 私 役
- 高瀬舟 （1962年、日本テレビ） - 罪人の護送役人 役
- 素晴らしき女 （1962年、フジテレビ） - 老人 役
- 女のしあわせ　稲妻 （1962年、日本テレビ）
- 女優の座 （1962年、日本教育テレビ） - 老映画監督 役
- 萩すすき （1962年、NHK） - 仕立て屋幸三 役
- あの島はもうない （1962年、フジテレビ）
- 男はいらない （1962年、日本教育テレビ） - エセ文士 役
- 恋文 （1963年、フジテレビ） - 医師 役
- 夫を成功させる法 （1963年、日本教育テレビ） - 定年退職を控えた平社員 役
- 嫁ぐ日まで 言えなかった一言 （1963年、フジテレビ）
- 幻のタンゴ （1963年、日本教育テレビ） - ダンサー 役
- 夫婦百景 闖入者 （1963年、日本テレビ）
- 男嫌い （1963年、日本テレビ）
- 判決 優しき妻の睡り （1963年、日本教育テレビ）
- 桃熟れる頃 （1963年、日本テレビ）
- 山の宿 （1963年、関西テレビ） - 会社重役 役
- 悪魔 （1963年、NHK） - 老人 役
- 私の幽霊さん （1963年、フジテレビ） - 幽霊 役
- 浮舟 （1963年、日本テレビ） - 薫太将 役
- 冬 （1963年、NHK） - 料亭の主人 役
- 海の虹 （1964年、NHK）
- 巴里に死す （1964年、フジテレビ）
- 独立火消隊 （1964年、日本テレビ）
- 泉はかれず （1964年、NHK）
- 無病息災 （1964年、日本テレビ）
- 初恋物語 （1964年、フジテレビ） - 木材工場の社長 役
- 橋の女 （1964年、フジテレビ） - 画家 役 [注 7]
- 湯島の白梅 （1964年、日本教育テレビ）
- 幕末 （1964年、TBS）
- 若き日の信長 （1964年、フジテレビ） - 平手政秀 役
- 悪名高き女 （1964年、日本教育テレビ）
- 刺身とビフテキ （1965年、フジテレビ）
- 香華 （1965年、日本教育テレビ）
- パパの秘密 （1965年、日本テレビ）
- 漱石山房 （1965年、NHK）
- いのちのある日を （1965年、日本教育テレビ）
- 黄水仙 （1966年、関西テレビ）
- 鉛筆の家 （1966年、NHK） - 飲み屋の主人 役
- 晩春 （1966年、フジテレビ）
- ごんすけ （1966年、NHK）
- ああ!夫婦 虚々実々 （1966年、TBS） - 旅回りの役者 役
- 停年退職 （1966年、NHK） - 定年間近のサラリーマン 役
- 愛しき哉 （1966年、日本教育テレビ） - 総務部長 役
- 横堀川 （NHK、1966年-1967年） - 出版社社長 役
- 人情夜話 心のともしび （1966年、フジテレビ） - 傘張り浪人 役
- 春のぼたん雪 （1967年、NHK）
- まじめに行こうぜ ザ・サービスマン （1967年、日本教育テレビ） - 部長 役
- 銀婚式 （1967年、NHK） - 養子の父 役
- 若狭の女 （1967年、フジテレビ）
- 結婚しません 朝の寝台 （1967年、フジテレビ）
- 松虫鈴虫くつわ虫 （1967年、NHK）
- さくら貝 （1967年、NHK）
- 大河ドラマ（NHK）
  - 竜馬がゆく （1968年） - 吉田東洋 役
  - 天と地と（1969年） - 連歌師幸斉 役
  - 樅ノ木は残った （1970年） - 伊達安芸 役
  - 新・平家物語 （1972年） - 藤原忠実 役
- 牛蒡と煮干 （1968年、NHK）
- 冬の鳶 （1968年、NHK）
- レモンの涙 （1968年、日本教育テレビ） - 大学教授 役
- ある女の四季 （1968年、NHK） - 無能な夫 役
- おもんの愛 （1968年、日本教育テレビ） - 老画家 役
- お吟さま （1968年、日本教育テレビ） - 豊臣秀吉 役
- てれびじょん'69（1969年、毎日放送）
- 別れて生きるときも （1969年、NHK）
- 球形の荒野 （1969年、NHK） - 戦争で祖国を喪失した男 役
- 朱鷺の墓 （1970年、NHK）
- つみきのお城 （1970年、フジテレビ）
- ふたりぼっち （1970年、フジテレビ）
- 寒椿 （1971年、日本教育テレビ） - 父 役
- 時間ですよ 第2シリーズ（1971年 - 1972年、TBS）
- 霧の旗 （1972年、NHK） - 弁護士 役
- 赤ひげ 第2話「狂女」（1972年、NHK） - 越後屋寅吉 役
- 氷壁 （1972年、NHK）
- ハンバーグと芸者 （1972年、日本テレビ）
- らっこの金さん [10]（1972年、NHK） - 村の相談役 役
- 日曜日にはバラを （1972年、日本教育テレビ）
- 花は花よめ （1973年、日本テレビ） - 虚業家 役[注 8]
- 花筵 （1972年、日本教育テレビ） - 原作:山本周五郎
- 恋は大吉 （1973年、日本テレビ） - 神主 役[注 9]
- コチャバンバ行き （1973年9月8日、NHK） - 定年退職したサラリーマン 役[注 10]

### 舞台

#### 1930年代
1930年-1939年（19歳-28歳）
- 劇団築地小劇場公演 「勇敢なる兵卒シュベイクの冒険」 - 病院の患者、囚人、兵卒 役（1930年6月-7月、市村座）
演出:北村喜八
- テアトル・コメディ第一回公演 「アメデと靴磨き台上の諸君」 - 第三の客 役 / 「ジャン・ド・ラ・リュンヌ」 - リシャア 役（1931年2月、仁寿講堂）
作:ジュウル・ロマン、訳:岩田豊雄、演出:金杉惇郎、共演:金杉惇郎 / 作:マルセル・アシャール、訳・演出:長岡輝子、共演:溝口恵吉
- テアトル・コメディ第四回公演 「世界で一番美しい瞳」 - ナポレオン 役（1931年10月、仁寿講堂）
作:ジャン・サルマン、訳:長岡輝子、演出:金杉惇郎、共演:岡照子
※ 三角関係の恋愛劇、森の演技が注目された
- テアトル・コメディ一周年記念第五回公演 「アメデと靴磨き台上の諸君」 - アメデ 役 / 「英語の先生」 - パスカル 役（1932年2月、仁寿講堂）
作:ジュウル・ロマン、演出:松山崇、共演:江竜信雄 / 作:レジ・ジニエ、訳:長岡輝子、演出:金杉惇郎、共演:金杉惇郎
- 東京演劇集団第一回公演 「乞食芝居（三文オペラ）」 - 太吉、ぽん助、羅卒 役（1932年3月、新歌舞伎座）
作:ブレヒト、演出:土方与志、共演:千田是也
※ 金杉惇郎、長岡輝子とともに初日のみ出演
- テアトル・コメディ第六回公演 「恋愛株式会社航路」 - ジャン・ジャック 役（1932年4月、仁寿講堂）
作:クロオド・アンドレ・ビュチェ、訳:長岡輝子、演出:金杉惇郎、共演:金杉惇郎
- テアトル・コメディ第七回公演 「芝居は誂向き」 - シャンドオル・ツライ 役（1932年6月、仁寿講堂）
作:フェレンツ・モルナール、訳:鈴木善太郎、演出:金杉惇郎、共演:北沢彪
※ 老作家役、森雅之のテアトル・コメディ時代の代表作
- 文学座第一回勉強会 「紙風船」 - 夫 役（1938年1月、神田錦橋閣）
作:岸田國士、共演:竹河みゆき
- 文学座第一回試演 「みごとな女」 - 弘 役 / 「クノック」 - 広目屋、第二の村の若者 役（1938年3月、飛行館）
作:森本薫、演出:辻久一、共演:堀越節子 / 作:ジュウル・ロマン、訳:岩田豊雄、演出:阿部正雄、共演:仲みどり
- 文学座第二回試演 「父と子」 - 太郎 役 / 「魚族」 - 工夫 役（1938年6月、飛行館）
作:ポオル・ジェラルディ、翻案:辰野隆、演出:岩田豊雄、共演:徳川夢声 / 作:小山祐士、演出:岸田國士、共演:三津田健
- 文学座第三回試演 「ゆく年」 - 三男繁造 役（1938年10月、飛行館）
作・演出:久保田万太郎、共演:徳川夢声
- 文学座公演・新劇協同公演 「秋水嶺」 - 篤の友人矢飼三郎 役（1938年12月、有楽座）
作:内村直也、演出:岸田國士/阿部正雄、共演:徳川夢声
- 文学座第二回勉強会 「ブウセット」 - モオリス 役（1939年1月、神田錦橋閣）
作:シャルル・ヴィルドラック、訳:内藤濯、演出:戌井市郎、共演:月野道代
- 文学座第五回試演 「蒼海亭」 - マリウス 役（1939年2月、飛行館）
作:マルセル・パニョル、演出:岩田豊雄/田中千禾夫、共演:三津田健
- 文学座第三回勉強会 「崖」 - 冬近 役（1939年4月、神田錦橋閣）
作:原千代海、演出:内村直也、共演:荒木道子
- 文学座第六回試演 「はる・あき」 - 若い将校 役（1939年6月、飛行館）
作:田中澄江、演出:田中千禾夫、共演:小阪菊子
- 文学座第四回勉強会 「警鐘」 - ボッブ 役（1939年7月、神田錦橋閣）
作:ジョージ・S・カフマン、演出:田中千禾夫、共演:宮口精二
- 文学座第七回試演 「太陽の子」 - 広木少年 役（1939年9月-10月、飛行館）
作:真船豊、演出:久保田万太郎、共演:徳川夢声
- 文学座第六回勉強会 「落伍者の群」 - モンドルドン 役（1939年11月、神田錦橋閣）
作:アンリ・ルネ・ルノマン、訳:岸田國士、演出:菅原太郎、共演:宮口精二
- 文学座第八回試演 「売られる開墾地」 - 良作 役（1939年12月、飛行館）
作:栃沢冬雄、演出:久保田万太郎、共演:杉村春子

#### 1940年代 前半
1940年（29歳）
- 文学座第七回勉強会 「ハムレット」 - ハムレット役（1940年1月、神田錦橋閣）
作:ウィリアム・シェイクスピア、演出:内村直也、共演:杉村春子
- 文学座第九回試演 「炬火おくり」 - ディディエ・マラヴォン 役（1940年2月、飛行館）
作:ポール・エルヴィユ、訳:岸田國士、演出:田中千禾夫、共演:竹河豊子
- 文学座・芸能祭臨時公演 「歯車」 - 滝本正雄 役（1940年4月、飛行館）
作:内村直也、演出:岸田國士、共演:三津田健
- 文学座第十一回公演 「野鴨」 - 写真家ヤルマア・エークダル 役（1940年6月-7月、飛行館）
作:ヘンリック・イプセン、訳:森田草平、演出:久保田万太郎、共演:杉村春子
- 文学座第十二回公演 「廃園」 - 松浦康志 役（1940年9月、飛行館）
作:真船豊、演出:久保田万太郎、共演:中村伸郎、長岡輝子
- 文学座第十三回公演 「ファニー」 - マリウス 役（1940年12月、国民新劇場）
作:マルセル・パニョル、訳:永戸俊雄、演出:里見弴、共演:三津田健

1941年（30歳）
- 文学座第十四回公演・文学座第一回大阪公演 「七福神」 - 恵比須 役 / 「パスツール」 - 学生、弟子 役（1941年1月:国民新劇場・2月:大阪朝日会館）
作:武者小路実篤、演出:岩田豊雄、共演:中村伸郎 / 作:サッシャ・ギットリィ、訳:林孝一、演出:久保田万太郎、共演:徳川夢声
- 文学座第十回勉強会 「結婚申込」 - チユブコーフ 役（1941年3月、国民新劇場）
作:アントン・チェーホフ、訳:米川正夫、演出:長岡輝子、共演:賀原夏子
- 文学座第十五回公演 「陳夫人」 - 陳清文 役（1941年4月-5月、国民新劇場）
作:庄司総一、脚色:森本薫/田中澄江、演出:久保田万太郎、共演:三津田健、東山千栄子
- 文学座第二回大阪公演 「ファニー」 - マリウス 役 ※ブラン氏 兼役（1941年6月、大阪朝日会館）
- 「パスツール」（1941年6月、早稲田大学大隈講堂）
- 文学座第十一回勉強会 「わが町」 - 新聞記者ウエブ 役 / 「弥太五郎源七」 - 入墨新三 役（1941年7月、国民新劇場）
作:ワイルダー、訳:森本薫、演出:長岡輝子、共演:三津田健 / 作:久保田万太郎、演出:戌井市郎、共演:龍岡晋
- 東京市主催 「驟雨」 - 譲 役（1941年7月、日比谷公会堂）
作:岸田國士、演出:戌井市郎、共演:荒木道子
- 移動演劇 「おふくろ」 / 「結婚の申し込み」 - 地主秩父番助 役（1941年8月、川崎マツダランプ工場ほか）
作:北條秀司、演出:田中千禾夫 共演:小野松枝 / 作:アントン・チェーホフ、訳:米川正夫、翻案・方訛:伊賀山昌三、演出:長岡輝子、共演:賀原夏子
- 文学座第十六回公演・文学座第三回大阪公演 「わが町」 / 「砂の上」 - 信也 役（1941年9月、国民新劇場/11月、大阪朝日会館）
作:ワイルダー、訳:森本薫 / 作・演出:久保田万太郎、共演:徳川夢声
- 「わが町」（1941年11月、東京商科大学講堂）
- 文学座第十七回公演 「佐宗医院」 - 鶴野一郎 役 / 「結婚の申込み」 - 地主秩父番助 役（1941年12月、国民新劇場）
作:植草圭之助、演出:長岡輝子、共演:三津田健 / 作:アントン・チェーホフ、演出:戌井市郎、共演:宮口精二

1942年（31歳）
- 文学座第十八回公演 「黄塵」 - 陳子文 役（1942年3月、国民新劇場）
作:上田広、脚色:伊賀山昌三、補訂:森本薫、演出:田中千禾夫、共演:三津田健
- 文学座第十二回勉強会 「ゆりかごの唄」 - 医者 役 / 「洋杖」 - 玄山老師 役（1942年4月、国民新劇場）
作:マルティネス・シエルラ、訳:永田寛定、演出:長岡輝子、共演:梅香ふみ子 / 作:飯沢匡、長岡輝子、演出:戌井市郎、共演:小野松枝
- 文学座第十九回公演 「富島松五郎伝」 - 吉岡大尉、熊吉 役（1942年5月、国民新劇場）
作:岩下俊作、脚色:森本薫、演出:里見弴、共演:丸山定夫
- 文学座第二十回公演・文学座第四回大阪公演 「鶉」 - 遠山大助 役（1942年10月、国民新劇場/大阪朝日会館）
作:真船豊、演出:久保田万太郎、共演:杉村春子
- 文学座第二十一回公演 「女ばかりの村」 - アドルフォ 役 / 「町の音」 - 藤吉 役（1942年12月、国民新劇場）
作:セラフィン・アルバレス・キンテーロ/ホアキン・アルバレス・キンテーロ、訳:菅原卓、演出:長岡輝子、共演:荒木道子 / 作・演出:久保田万太郎、共演:東山千栄子

1943年（32歳）
- 文学座第十四回勉強会 「病院船」 - 原田上等平 役（1943年1月、国民新劇場）
作:岡田禎子、演出:鈴木英輔、共演:宮口精二
- 慰問公演 「驟雨」 - 譲 役 / 「結婚の申込み」 - 地主秩父番助 役（1943年1月、牛込第一陸軍病院）
共演:杉村春子 / 演出:長岡輝子、共演:賀原夏子
- 文学座第二十二回公演 「北京の幽霊」 - 兵士の幽霊春二 役（1943年2月、国民新劇場）
作:飯沢匡、演出:長岡輝子、共演:三津田健
- 地方巡演 「結婚の申込み」 - 地主秩父番助 役 / 「驟雨」 - 譲 役（1943年2月、秋田陸軍病院/3月、盛岡陸軍病院）
演出:戌井市郎 / 共演:杉村春子
- 地方巡演 「お豊さん」 - 健太郎 役（1943年2月、秋田松竹劇場/3月、能代高等女学校講堂）
作:渡辺喜恵子、脚色:戌井市郎、演出:田中千禾夫、共演:杉村春子
- 地方巡演 「鶉」　-遠山大助 役（1943年3月、秋田鷹巣国民学校ほか）
共演:長岡輝子
- 文学座第二十三回公演・文学座第五回大阪公演 「勤皇届出」 - 松前藩執政蠣崎安芸 役（1943年4月、国民新劇場/大阪朝日会館）
作:丹羽文雄、脚色:森本薫、演出:岩田豊雄、共演:三津田健
- 文学座第二十四回公演 「終身年金」 - ヴェルデュロオ氏 役 / 「寿の町」 - 森茂造 役（1943年6月、国民新劇場）
作:ガブリエル・デルヴィリエ、訳:原千代海、演出:田中千禾夫、共演:管文代 / 作:田口竹男、演出:久保田万太郎、共演:三津田健
- 文学座第二十五回公演・文学座第六回大阪公演 「田園」 - 渡瀬久三 役（1943年10月、国民新劇場/大阪朝日会館）*: 作・演出:真船豊、共演:杉村春子
- 文学座第十六回勉強会 「ほとけ」 - 宗平 役 / 「太平洋の嵐」（1943年12月、神田錦橋閣）
作:栃沢冬雄、演出:戌井市郎、共演:賀原夏子 / 作:八木隆一郎、演出:田中千禾夫、共演:中村伸郎

1944年（33歳）
- 移動演劇 「太平洋の嵐」（1944年1月-2月、中国・四国・九州地方）
- 文学座第二十六回公演 「怒濤」 - 北里柴三郎 役（1944年5月、国民新劇場）
作:森本薫、演出:久保田万太郎、共演:杉村春子
※ 森雅之の文学座時代の代表作、細菌学者の北里柴三郎を演じて絶賛された
- 文学座第二十七回公演 「鳥獣合戦」 - ブンク博士の息子ゾンブ、鼠篤農家オリザ 役（1944年10月-11月、国民新劇場）
作:飯沢匡、演出:戌井市郎、共演:中村伸郎
- 朗読劇 「客」 - 民蔵 役 / 「棒倒し」 - 次男鉄二 役（1944年11月、国立商大学園講堂）
作:シャルル・ヴィルドラック、翻案:辰野隆、共演:杉村春子 / 作:亀屋原徳、演出:戌井市郎、共演:三津田健
- 文学座第七回大阪公演 「怒濤」 - 北里柴三郎 役（1944年11月、大阪朝日会館）

#### 1940年代 後半
1945年-1949年（34歳-38歳）
- 新劇合同公演 「桜の園」 - ヤーシャ 役（1945年12月、有楽座）
作:アントン・チェーホフ、翻訳:米川正夫、演出:青山杉作、共演:東山千栄子
- 東京芸術劇場第一回公演 「人形の家」 - ランク 役（1946年3月、有楽座）
作:ヘンリック・イプセン、訳:島村抱月、演出:土方与志、共演:滝沢修
- 東宝製作 「真夏の夜の夢」 - シーシヤス 役（1946年6月-7月）
作:ウィリアム・シェイクスピア、訳:坪内逍遥、演出:土方与志、共演:桃園ゆみか/藤原歌劇団
- 東京芸術劇場第二回公演 「林檎園日記」 - 正義 役（1947年3月、帝国劇場）
作・演出:久保栄、共演:滝沢修/芥川比呂志
- 東宝製作・新劇合同公演ミュージカル・ドラマ 「ケンタッキーホーム」 - 恋敵ロビンソン 役（1947年4月、帝国劇場）
作:八住利雄、演出:白井鉄造、共演:山口淑子
- 東宝製作・新劇合同公演 「復活」 - ネフリュードフ 役（1947年6月-7月、帝国劇場）
作:レフ・トルストイ、翻訳:土方敬太、総指揮:土方与志/岡倉士朗、共演:滝沢修
- 民衆藝術劇場第一回公演・新協劇団賛助出演 「破戒」 - 校長 役（1948年1月、有楽座/2月、大阪朝日会館）
作:島崎藤村、脚色:村山知義、演出:村山知義/岡倉士朗、共演:滝沢修
- 民衆藝術劇場第二回公演 「たくみと恋」 - ヴルム 役（1948年5月、帝国劇場/6月、道頓堀角座）
作:フリードリヒ・フォン・シラー、演出:岡倉士朗、共演:宇野重吉
- 民藝第四回公演 「山脈」 - 原山作太 役（1949年4月-5月、三越劇場ほか）
作:木下順二、演出:岡倉士朗、共演:山本安英

#### 1950年代
1950年-1959年（39歳-48歳）
- 劇団民藝公演 「炎の人 ヴァン・ゴッホの生涯」 - ロートレック 役（1951年9月、新橋演舞場）
作:三好十郎、演出:岡倉士朗、共演:滝沢修
※ フリーの立場で特別出演
- 俳優座二月公演 「二人だけの舞踏会」 - 作曲家 役（1956年2月、俳優座劇場）
作:小山祐士、演出:小山祐士/阿部広次、共演:岩崎加根子
- 新派・蒼会特別合同公演 「楊貴妃」 - 高力士 役（1959年7月、歌舞伎座）
作:大沸次郎、演出:里見弴、共演:水谷八重子
※ 新派の「楊貴妃」再演にあたり、森が滝沢修に続いて水谷八重子の相手役に請われ、新派に初出演する

#### 1960年代 前半
1960年-1962年（49歳-51歳）
- 歌舞伎・映画・新劇合同公演 「オセロー」 - イアゴー 役（1960年6月、サンケイホール）
作:ウィリアム・シェイクスピア、訳・演出:福田恆存、共演:松本幸四郎/新珠三千代
※ ジャンルの垣根を越えた初のプロデューサーシステム公演、歌舞伎の八代目松本幸四郎と共演する。森のチンピラのような悪役の演技が賛否両論を呼ぶ
- 新装開場記念・新派公演 「十三夜」 - 車夫高坂録之助 役  / 「窓」 - 作家 役（1961年10月、新橋演舞場）
原作:樋口一葉、脚本・演出:久保田万太郎、共演:花柳章太郎 / 原作:ノエル・カワード、翻案:川口松太郎、共演:水谷八重子
※ 花柳章太郎に請われて再び新派の舞台に立ち、「十三夜」で心酔する花柳との初共演が叶う
- 歌舞伎座・三月特別公演 「息子」 - 手先と呼ばれた捕吏 役 / 「たのむ」 - 為吉 役 / 「落城秘聞・血笑記」 - 島村仙吉 役 / 「和蘭陀お蝶」 - メリケン屋文次郎 役 （1962年3月、歌舞伎座）
原作:小山内薫、演出:久保田万太郎、共演:大矢市次郎 / 作・演出:里見弴 / 作:真山青果、共演:中村勘三郎 / 作:川口松太郎、演出:村山知義）
- 秋の新派まつり 「滝の白糸」 - 村越欣弥 役 / 「銀次をめぐる女たち」 - 仕立屋銀次 役（1962年9月、新橋演舞場）
原作:泉鏡花、脚色:高田保、演出:久保田万太郎、共演:花柳章太郎 / 作:川口松太郎、演出:戌井市郎、共演:阿部洋子
※ 花柳演じる白糸の相手を務め、以降、新派の世界で芸を磨く
- 劇団新派公演 「歌行燈」 - 喜多八 役 / 「鹿鳴館」 - 影山伯爵 役（1962年11月、新橋演舞場）
原作:泉鏡花、脚色・演出:久保田万太郎 / 作:三島由紀夫、演出:戌井市郎、共演:水谷八重子
※ 水谷八重子に請われて新派初演「鹿鳴館」に出演、新派の「鹿鳴館」は文学座初演と異なり、作者の三島由紀夫の要望で完全上演。森は暗殺の陰謀者の陰りを体現したという。また、「歌行燈」では花柳の持ち役・喜多八を演じる
- 新派大阪公演 「楊貴妃」 - 高力士 役 / 「鹿鳴館」 - 影山伯爵 役（1962年12月、新歌舞伎座）
作:大佛次郎、演出:里見弴 / 東京公演と同じ

1963年（52歳）
- 新派二月名作公演 「不如帰」 - 川島武男 役（1963年2月、新橋演舞場）
原作:徳富蘆花、脚色:川口松太郎、演出:里見弴
- 新派三月公演 「松井須磨子」 - 島村抱月 役（1963年3月、新橋演舞場）
作・演出:川口松太郎
- 春の新派祭 「兄いもうと」 - 伊之 役 / 「憂愁平野」 - 巽魚次郎 役（1963年4月、明治座）
原作:室生犀星、脚色・演出:金子洋文 / 原作:井上靖、劇化・演出:川口松太郎
- 喜多村緑郎追悼公演 「多情多恨」 - 大学教授鷲見柳之助 役（1963年5月、新橋演舞場）
原作:尾崎紅葉、脚色・演出:里見弴、共演:中村勘三郎
- 新派公演 「燈台」 - 黒川祐吉 役 / 「夢の女」 - 小田辺半造 役 / 「風林火山」 - 山本勘助 役（1963年9月、新橋演舞場）
作:三島由紀夫 / 作:永井荷風、脚色・演出:久保田万太郎 / 原作:井上靖、脚色:依田義賢、演出:久保田万太郎

1964年（53歳）
- 新派公演 「つや物語」 - 玉川清 役 / 「金色夜叉」 - 間貫一 役（1964年1月、新橋演舞場）
作:泉鏡花、演出:大江良太郎、共演:花柳章太郎 / 原作:尾崎紅葉、脚色:川口松太郎、演出:松浦竹夫、共演:水谷八重子
- 水谷八重子舞台生活五十周年記念・新派公演 「富島松五郎伝」 - 吉岡大尉 役 / 「橋の女」 - 林虎次郎 役 / 「金色夜叉」 - 間貫一 役（1964年2月、新橋演舞場）
原作:岩下俊作、脚色:森本薫、演出:戌井市郎、共演:阿部洋子 / 作:田中澄江、演出:田中千禾夫、共演:水谷八重子 / 1月の続演）
- 文学座第九十五回公演 「三人姉妹」 - 軍医チェプトイキン 役（1964年3月-4月、朝日生命ホールほか）
作:アントン・チェーホフ、訳:神西清、演出:戌井市郎、共演:杉村春子
※ 20年振りに文学座の舞台に出つ。分裂が続く文学座にとって再起となる公演で、森の客演は協力の約束が実現したもの
- 花柳十種披露特別公演 「小暴君」 - 伊沢敏朗 役 / 「機関士ナポレオンの退職」 - 丸山咲平 役 / 「あぢさゐ」 - 〆蔵 役（1964年5月、新橋演舞場）
作・演出:里見弴、共演:大矢市次郎 / 原作:清水寥作、脚色・演出:村山知義、共演:市川翠扇 / 原作:永井荷風、演出:久保田万太郎、共演:花柳章太郎
- 新派水谷八重子舞台生活五十周年記念 「富島松五郎伝」 - 吉岡大尉 役 / 「鹿鳴館」 - 影山伯爵 役 （1964年6月、名古屋御園座）
2月公演に同じ / 作:三島由紀夫、演出:戌井市郎
- 日生劇場世界名作シリーズ 「椿姫」　-アルマン 役（1964年7月、日生劇場）
作:アレクサンドル・デュマ、翻訳・潤色:大岡昇平、演出:今日出海、共演:水谷八重子
- 新派公演 「東京妻」 - 大倉義雄 役 / 「道頓堀涼みばなし」 - 卯之吉 役（1964年9月、新橋演舞場）
作:川口松太郎、演出:大江良太郎、共演:阿部洋子 / 作・演出:中野実、共演:嵯峨三智子
- 新派公演・秋の新派祭 「船宿の女」　-寺沢八郎 役 / 「ある空の出来事」 - 京極肇 役（1964年10月、明治座）
作・演出:川口松太郎、共演:花柳章太郎 / 作・演出:中野実、共演:草笛光子
- 新派・芸術祭参加公演 「深川年増」 - 伊之吉 役 / 「冬」 - 政吉 役 / 「舞妓」 - 望月保 役（1964年11月、新橋演舞場）
作・演出:北條秀司、共演:伊志井寛 / 作:久保田万太郎、演出:里見弴、共演:水谷八重子 / 作:川口松太郎、演出:松浦竹夫、共演:水谷八重子
- 新派十二月公演 「不如帰」 - 川島武男 役 / 「東京妻」 - 大倉義雄 役 / 「金色夜叉」 - 間貫一 役（1964年12月、新歌舞伎座）
原作:徳富蘆花、脚色:川口松太郎、演出:里見弴、共演:市川翠扇 / 作:川口松太郎 / 原作:尾崎紅葉、脚色:川口松太郎、共演: 水谷八重子

#### 1960年代 後半
1965年（54歳）
- 新派初春公演 「寒菊寒牡丹」 - 浅野 役 / 「不如帰」 - 川島武男 役（1965年1月、新橋演舞場）
作・演出:川口松太郎、共演:花柳章太郎 / 演出:里見弴、共演:水谷八重子
※ 尊敬していた花柳章太郎が公演中に倒れて逝去、最後の共演となる。1967年まで本格的に新派に活動の場を移す
- 花柳章太郎追悼・春の新派祭 「うすゆき川」 - 信次郎 役 / 「河の女」 - 能登茂 役 / 「命なりけり」　-鳥居正直 役（1965年2月、明治座）
作・演出:北條秀司、共演:市川翠扇 / 作:田中澄江、演出:田中千禾夫、共演:水谷八重子 / 原作:丹羽文雄、脚色:川口松太郎、演出:程島武夫、共演:水谷八重子
- 演舞場四十周年記念公演 「己が罪」 - 桜戸隆弘 役 / 「つきぢ川」 - 石黒徹 役 / 「風流深川唄」 - 長蔵 役（1965年3月、新橋演舞場）
演出:大江良太郎 共演:市川翠扇 / 作・演出:川口松太郎、共演:山田五十鈴 / 作:川口松太郎、演出:大江良太郎、共演:山田五十鈴
※ 入院した水谷八重子の代役として新派に出た山田五十鈴と共演
- 新派五月公演 「春の嵐」 - 唐沢貞夫 役（1965年5月、新橋演舞場）
作:水木洋子、演出:梅本重信、共演:京マチ子（特別出演）
- 新派公演 「割れしのぶ」 - 良観 役 / 「女将」 - 貞次郎 役 （1965年7月、明治座）
作・演出:花登筺、共演:水谷良重 / 作・演出:北條秀司、共演:山田五十鈴
- 新派水谷八重子全快記念公演 「にごりえ」 - 源七 役 / 「名妓勝負」 - 南郷文夫 役（1965年9月、新橋演舞場）
作:樋口一葉、脚色:真山青果、共演:花柳喜章 / 作:川口松太郎、演出:松浦竹夫、共演:水谷八重子
- 新派十月公演・水谷八重子全快記念 「炎と土と」 - 青木填一 役 / 「女人哀詞 唐人お吉」 - 鶴松 役 / 「浅草の灯」 - 山上七郎 役（1965年10月、新橋演舞場）
作・演出:中野実、共演:伊志井寛 / 作:山本有三、演出:松浦竹夫、共演:水谷八重子 / 作:浜本浩、脚色:中野実、演出:高田保、共演:長本幸子
- 秋の新派祭 「あざやかな女」 - 小椋正一郎 役（1965年11月、明治座）
脚本:秋元松代、演出:松浦竹夫

1966年（55歳）
- 新派初春公演 「新篇 すみだ川 花ぐるまの巻」 - 山岡俊之 役 / 「上陸第一歩」 - 坂田市太郎 役 / 「新篇 すみだ川 春うたげの巻」 - 山岡俊之 役（1966年1月、新橋演舞場）
作:川口松太郎、演出:榎本滋民、共演:水谷八重子 / 作:北村小松、演出:村山知義、共演:水谷良重 / 作:川口松太郎、演出:榎本滋民
- 花柳章太郎追悼公演 「女難花火」 - 花柳章太郎 役 / 「浮気の手帖」 - 久保田章三 役（1966年3月、新橋演舞場）
原作:花柳章太郎、脚色:川口松太郎、演出:里見弴、共演:花柳喜章 / 作・演出:花登筺、共演:水谷良重
※ 花柳章太郎の伝記「女難花火」で花柳を演じる
- 鴈治郎特別出演・新派文芸公演 「氷点」 - 辻口啓造 役（1966年5月、新橋演舞場）
原作:三浦綾子、脚色:田中澄江、演出:田中千禾夫
- 新派大阪公演・花柳章太郎追悼公演 「老夫婦」 - 三田村小五郎 役 / 「氷点」 - 辻口啓造 役（1966年6月、新歌舞伎座
作:川口松太郎、共演:大矢市次郎 / 5月公演と同じ
- 新派公演 「女と沓下」 - 藤本泰彦 役 / 「夜の鶴」 - 朝蔭信 役（1966年9月、新橋演舞場）
作・演出:菊田一夫、共演:山田五十鈴 / 原作:芝木好子、脚色:村山知義、演出:松浦竹夫、共演:阿部洋子
- 新派公演 「白鷺」 - 稲木順一 役 / 「明治の雪 樋口一葉の生涯」 - 半井桃水 役（1966年11月、新橋演舞場）
原作:泉鏡花、脚本・演出:川口松太郎、共演:水谷八重子 / 作・演出:北條秀司、共演:水谷八重子

1967年-1969年（56歳-58歳）
- 新派公演 「花の生涯」 - 長野主膳 役（1967年3月、新橋演舞場）
原作:舟橋聖一、演出:今日出海、共演:水谷八重子
- 新派五月特別興行 「女舞」 - 西川昌三 役（1967年5月、新橋演舞場）
原作:円地文子/秋元松代、脚本・演出:北条誠、共演:淡島千景
※ 恋に溺れる能楽師の退廃さを演じた
- 東宝現代劇 「浮雲」 - 富岡兼吾 役（1967年11月-12月、芸術座）
原作:林芙美子、脚本:八住利雄、演出:菊田一夫、共演:有馬稲子
※ 新派を離れて東宝現代劇と専属契約を結んだ第1作。映画から13年振りに富岡を演じる
- 東宝現代劇 「腕くらべ」 - 吉岡 役（1968年1月-2月、芸術座/3月、名鉄ホール）
原作:永井荷風、演出:観世栄夫、共演:岡田茉莉子
- 東宝現代劇・名作公演 「第七天国」 - ブリサック 役（1969年4月-5月、芸術座）
作:オースチン・ストロング、演出:戌井市郎、共演:横沢祐一
- 「癩王のテラス」 - 宰相スールヤバッタ 役（1969年7月、帝国劇場）
作:三島由紀夫、演出:松浦竹夫、製作:菊田一夫、共演:北大路欣也/山田五十鈴/岸田今日子

#### 1970年代
1970年-1973年（59歳-62歳）
- 東宝現代劇・陽春公演 「女坂」 - 白川行友 役（1970年3月-4月、芸術座）
原作:円地文子、脚本・演出:菊田一夫、共演:山田五十鈴
※ 自由民権運動を弾圧した好色な官吏を演じる
- 劇団NLT公演 「マカロニ金融」 - ファブリッツィ氏 役（1970年10月、紀伊國屋ホール）
作:アルベール・ユッソン、演出:飯沢匡、共演:黒柳徹子
※ 久方振りの新劇に出演、演出はテアトル・コメディ時代の仲間・飯沢匡
- 東宝現代劇公演 「とりかへばや秘文」 - 條郷之助 役（1970年11月-12月、芸術座）
原作:舟橋聖一、脚本・演出:菊田一夫、共演:島田正吾
※ 新国劇の島田正吾と共演する
- 明治座・春の演劇祭 「彼岸ざくら 月の輪お熊」 - 伝三郎 役（1971年2月、明治座）
作・演出:榎本滋民、共演:山田五十鈴
- 明治座・特別公演 「三遊亭円朝」 - 立花屋円太郎 役（1971年7月、明治座）
作・演出:福田善之、共演:中村賀津雄
※ 病で倒れた有島一郎の代役を務め、自堕落な老人を演じる
- 新派公演 「智恵子抄」 - 高村光太郎 役 / 樋口一葉生誕百年記念「十三夜」 - 録之助 役（1971年11月、新橋演舞場）
作・演出:北條秀司、共演:水谷八重子 / 原作:樋口一葉、脚色:久保田万太郎、共演:水谷八重子
※ 久し振りに新派に特別出演。最後の新派出演となる
- 劇団民藝公演 「三人姉妹」 - トゥーゼンバフ 役（1972年9月、東横ホール）
作:アントン・チェーホフ、演出・台本:宇野重吉、共演:奈良岡朋子
※1951年の「炎の人」以来、約20年振りに民藝の舞台に立つ。新劇俳優にはない上手さと評される
- 東宝現代劇・新春特別公演 「女橋」 - アヤ子の父準造 役（1973年1月-2月、芸術座）
原作:溝口健二/依田義賢、作・演出:菊田一夫、共演:若尾文子
※ 最後の舞台出演、溝口健二の映画「浪華悲歌」の舞台化

## 著書
- 『父の書斎』（有島行光名義[11]） 三省堂編、1943年

新版：筑摩書房〈筑摩叢書〉、1989年。ISBN 978-4480013347